# ベーレント・ヤーコプゼン・カープファンガー

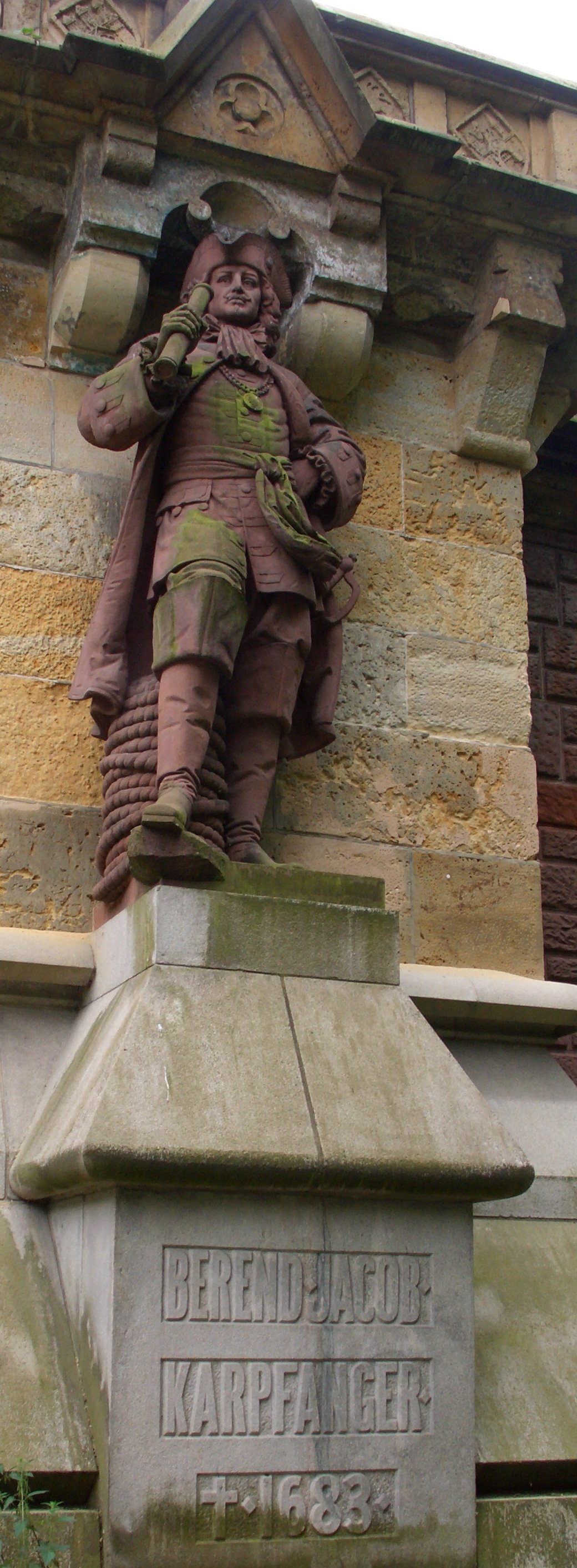
ハンブルク、ケルステン＝ミレス橋の土台にあるベーレント・ヤーコプゼン・カープファンガーの像。

ベーレント・ヤーコプゼン・カープファンガー（ドイツ語: Berend Jacobsen Karpfanger、1622年 - 1683年10月11日、スペイン、カディス）はハンブルクの護衛艦、「ヴァーペン・フォン・ハンブルク」の艦長である。同艦はこのハンザ都市の商船を北アフリカ、バリバリア諸国の海賊から護衛する任を帯びていた。

## 生涯

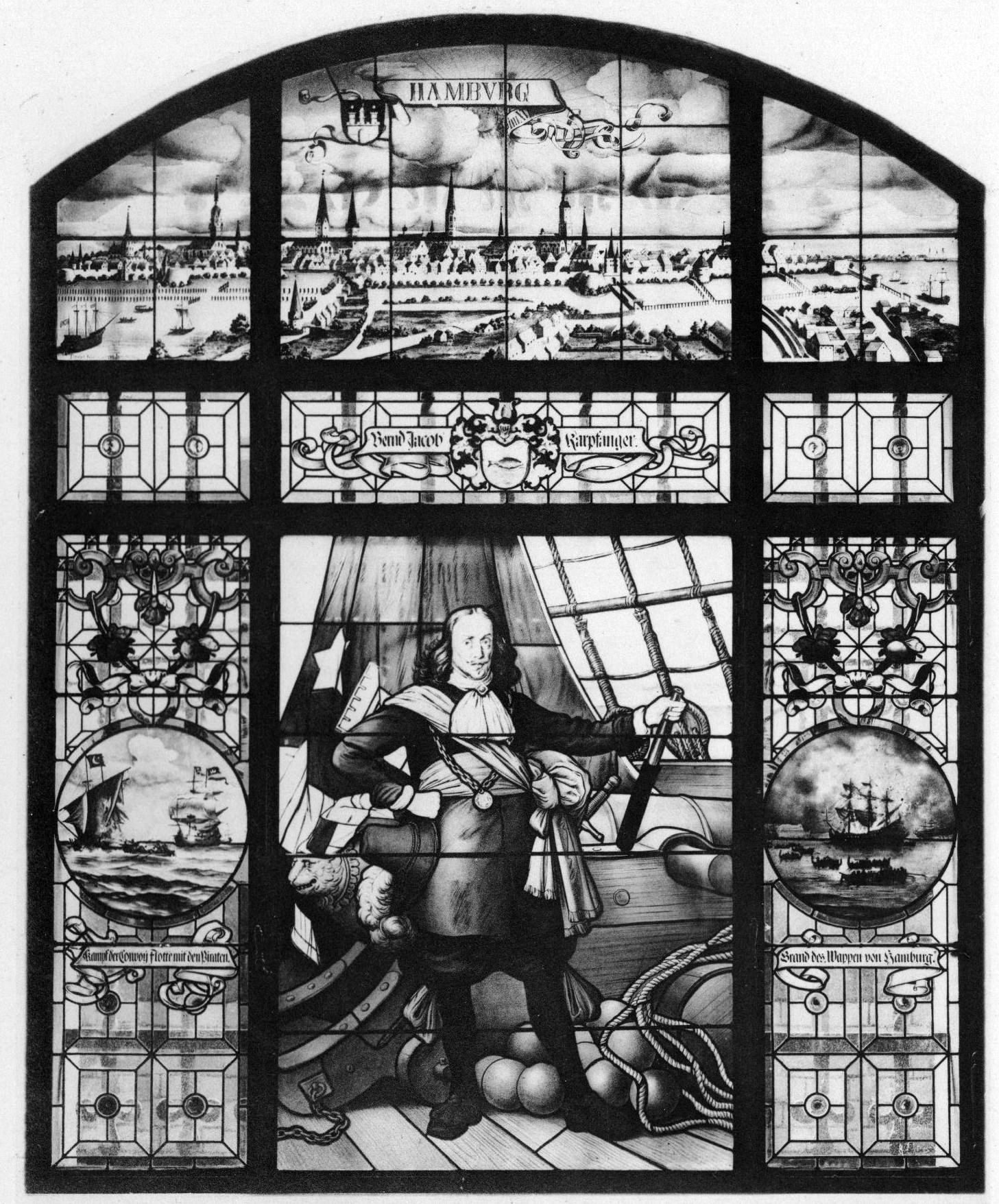
かつてハンブルク市庁舎のワインセラーにあった窓絵。カープファンガーが描かれている。

カープファンガーは、スペインからハンブルクへ逃れたネーデルラントの船乗りの一族に出自を持つ。15歳で捕鯨船に乗り組み、2年後にネーデルラントに移り、ミヒール・デ・ロイテル指揮下の商船で航法を習得した。数年間の勤務の後、父親が没した1648年に彼はハンブルクへ戻り、その船会社を引き継ぐ。特に北アメリカや中央アメリカとの通商航海で成功を収めた後、富と名声を博した。カープファンガーは低速の護送船団に加わることを避け、年により多くの航海を可能としたのである。そしてハンブルクの様々な船舶委員から選任され市が保有する、商船を保護するための護衛艦を建造することになった。当初、カープファンガーは父親から引き継いだ複数の船の船長・船主であった。そして例えば1678年9月11日、ハンブルクの捕鯨船をフランスの私掠船5隻から守った戦いなど、海賊行為に抗して重要な成功を収めた。その際に海賊船を鹵獲し、所有する船舶を増やしている。
1674年、カープファンガーは功績に報いて提督に任じられた。彼は護送船団司令として、ハンブルク提督府が1668年以降、バルバリア海賊から商船を守るべく就役させていた護衛艦「レオポルドゥス・プリムス」、続いて「ヴァーペン・フォン・ハンブルク」の指揮を執った。
1683年10月10日、「ヴァーペン・フォン・ハンブルク」とともにカディス港に停泊していた際、同艦の艦首で火災が発生し、急速に全体へ燃え広がった。乗組員は消火のため絶望的な努力を続けていたが、最終的に火が火薬庫に到達し、艦は爆発した。しかし、この火災の原因は不明である。カープファンガー提督並びに乗組員170名の内42名、兵員50名の内22名が命を落とす。提督の遺体は港内に停泊する船舶から全ての儀礼をもって表敬され、盛大な葬儀を経てプンターレス海岸（カディス）の外国人墓地に埋葬された。スペイン国王カルロス2世は彼の栄誉を称え、その墓にモニュメントを建てさせている。それは125年後の1808年まで残っていた。後に要塞を拡張するための用地が必要だったため、フランス軍が墓所を撤去したのである。

## 記念
- ハンブルクのケルステン＝ミレス橋（ドイツ語版）に1897年、カープファンガーの像が過去のハンブルクの人物像と並んで設置された。彫刻家はローベルト・オッケルマン（ドイツ語版）である。
- ハンブルク＝ノイシュタット区（英語版）の「カープファンガー通り」（ドイツ語: Karpfangerstraße）は、彼にちなんで命名された。
- 1937年、ハンブルク＝アメリカ郵船株式会社（英語版）はフィンランドの帆走貨物船、「ラヴェニール」を購入し、「アトミラール・カープファンガー（ドイツ語版）」と改名して就役させた。

## トリヴィア
- ヘルマン・シュライバー（ドイツ語版）は1977年、約400ページの冒険的歴史小説、『Capitain Carpfanger』をシュネークルート出版社から出版した。同書はカープファンガーの人物像と冒険を題材としている。

## 文献
- ヴェルナー・フォン・メレ（英語版）:ドイツ一般人名事典（英語版）, Karpfanger, Berend Jacobsen,  Band 15, Duncker & Humblot, Leipzig 1882, p. 419 f.
- ラインホールト・フォン・ヴェルナー（ドイツ語版）: Admiral Karpfanger. Eine Erzählung aus Hamburgs Vorzeit, München 1899.
- Oskar G. Foerster: Admiral Karpfanger. Vom heldischen Leben und Sterben eines deutschen Seemannes, Berlin 1941.
- Ulrich Komm: Mit Breitseite und Enterbeil. 東ドイツ軍出版局（ドイツ語版） 1971 (史料に基づく小説) 及び  Der Admiral der ‚Sieben Provinzen’, Militärverlag der DDR, Berlin 1977
- ヒルデガルト・フォン・マルヒターラー（ドイツ語版）:新ドイツ人名辞典（英語版）, Karpfanger, Berend Jacobsen, Band 11, Duncker & Humblot, Berlin 1977, ISBN 3-428-00192-3, p. 296 f. (デジタル版 (ドイツ語))
- Magdalene Stange-Freerks: Admiral Karpfanger und sein Sohn, Ein Seefahrer-Roman aus d. 17. Jahrh.,  Gundert Verlag, Stuttgart 1955.
- Wolfgang Quinger:  'Wappen von Hamburg' I. Ein Konvoischiff des 17. Jahrhunderts, Hinstorff Verlag, Rostock 1980.